# Sea Wolf (Rakete)
Sea Wolf ist eine schiffbasierte Kurzstreckenflugabwehrrakete aus dem Vereinigten Königreich.

## Entwicklung
Die Entwicklung der Sea Wolf bei BAC Guided Weapons Division (später British Aircraft Corporation) begann 1967. Sea Wolf wurde als Nachfolger für die Seacat konzipiert. Das neue System wurde unter der Bezeichnung PX.430 im Auftrag der Royal Navy entwickelt. Die Schießversuche wurden zwischen 1970 und 1976 in Aberporth und Woomera durchgeführt. Bei diesen Versuchen konnten neben verschiedenen Flugzielen auch 114-mm- und 127-mm-Artilleriegranaten abgeschossen werden. Für die anschließende Seeerprobung wurde 1976 ein komplettes Sea-Wolf-System auf der Penelope, einer Fregatte der Leander-Klasse eingebaut. Ab 1979 wurde das GWS 25 Sea Wolf-System serienmäßig auf den Fregatten der Broadsword-Klasse (Typ 22) installiert. Ebenso wurden später auf fünf Fregatten der Leander-Klasse die veralteten Seacat-Systeme durch Sea Wolf ersetzt.
Die Entwicklung der vertikal gestarteten VL Sea Wolf begann Mitte der 1970er Jahre. 1982 erfolgte der erste Testschuss. Im Jahr 1984 erteilte die Royal Navy den Entwicklungsauftrag. VL Sea Wolf sollte auf den geplanten Fregatten der Duke-Klasse zum Einsatz kommen. Die gelenkten Schießversuche wurden 1986 von einer schwimmenden Plattform in Cardigan Bay durchgeführt. Im Jahr 1988 wurde das erste System auf der HMS Norfolk, eine Fregatte der Duke-Klasse installiert. Ab 1989 wurde das GWS 26 VL Sea Wolf-System serienmäßig auf den Fregatten dieser Klasse installiert.

## Technik
Sea Wolf wurde zur Bekämpfung von Flugzeugen, Hubschraubern und Anti-Schiffs-Raketen entwickelt. Das System besteht im Groben aus dem schiffeigenen Suchradar, einem Feuerleitradar, einem Ferranti FM1600B-Feuerleitrechner mit Bedienungskonsolen sowie einem um 360° drehbaren Sechsfach-Starter für die Lenkwaffen. Als Suchradar kommen der Typ 965, Typ 967 oder Typ 996 zum Einsatz. Als Feuerleitradar werden der Typ 910 oder Typ 911 verwendet. Das Flugziel wird durch das L-Band-Suchradar erfasst und an den Feuerleitrechner weitergeleitet. Ab diesem Zeitpunkt kann der Bekämpfungsablauf vollautomatisch oder manuell erfolgen. Der Feuerleitrechner analysiert die Bedrohung, ermittelt die nötigen Werte für den Lenkwaffenstart und führt eine Freund-Feind-Erkennung durch. Dieser Ablauf dauert minimal 5 Sekunden. Danach werden der Sechsfach-Starter und das Feuerleitradar auf das Ziel ausgerichtet. Das Feuerleitradar verfolgt nun das Ziel und löst zum optimalen Zeitpunkt den Lenkwaffenstart aus. Das Feuerleitradar arbeitet im I/J-Band und verfolgt zeitgleich das Ziel sowie die Lenkwaffe. Die Lenkwaffe wird mit einem Radar-Leitstrahl zum Ziel geführt. Kurskorrekturen werden im Feuerleitrechner errechnet und mittels Mikrowellen durch das Feuerleitradar an die Lenkwaffe gesendet. Ein Feuerleitradar kann gleichzeitig zwei Lenkwaffen gegen ein Ziel steuern. Alternativ können die Lenkwaffen auch mit einem optischen Zielgerät mittels SACLOS zum Ziel geführt werden. Kommt das Flugziel in den Ansprechradius des Näherungszünders, wird der Splittergefechtskopf gezündet. Bei einem Direkttreffer wird der Sprengkopf durch den Aufschlagzünder ausgelöst.
Die Sea Wolf-Lenkwaffen sind in rechteckigen Startbehältern untergebracht. Sind alle sechs Lenkwaffen verschossen, so müssen die Startbehälter manuell aus einem Magazin nachgeladen werden. Die Sea Wolf-Lenkwaffen werden von einem Blackcap-Feststoffraketentriebwerk angetrieben. Dieses hat eine Brenndauer von zwei Sekunden und beschleunigt die Lenkwaffe auf über Mach 2. Sea Wolf kann Ziele in einem Höhenbereich von 10 bis 3.050 m sowie auf eine Distanz von 1 bis 6,4 km bekämpfen. Verfehlt die Lenkwaffe das Ziel, so wird sie nach einer bestimmten Flugzeit unscharf und stürzt zu Boden.
Die VL Sea Wolf-Lenkwaffen sind in runden VLS-Zellen untergebracht. Eine Starteinheit hat 32 VLS-Zellen. Der Lenkwaffenstart erfolgt mit einem Feststoffbooster. Nachdem die Lenkwaffe das Startrohr verlassen hat, wird diese mittels Schubvektorsteuerung und den Steuerflächen auf den vorprogrammierten Flugkurs ausgerichtet. Nachdem die Lenkwaffe die normale Fluglage erreicht hat, wird der Feststoffbooster abgetrennt und das Triebwerk der Lenkwaffe zündet. VL Sea Wolf kann Ziele in einem Höhenbereich von 10 bis 4.500 m sowie auf eine Distanz von 1,2 bis 7,5 km bekämpfen.

## Varianten
- GWS 25 Mod 0 Sea Wolf: Standardausführung eingeführt 1979. Mit Typ 910-Feuerleitradar.
- GWS 25 Mod 1 Sea Wolf: Version mit Ferranti FM1600C-Feuerleitrechner und Typ 910 oder Typ 911-Feuerleitradar. Verbesserte Leistung bei der Bekämpfung von tieffliegenden Zielen.
- GWS 25 Mod 2 Sea Wolf: Version mit Ferranti FM1600D-Feuerleitrechner und Typ 911-Feuerleitradar.
- GWS 25 Mod 3 Sea Wolf: Version mit Ferranti FM1600E-Feuerleitrechner und Typ 911- Feuerleitradar.
- GWS 26 Mod 1 VL Sea Wolf: Standardausführung mit vertikal gestarteten Lenkwaffe, eingeführt 1989. Mit neuem F2420-Feuerleitrechner und Typ 911-Feuerleitradar.
- Sea Wolf Block 2: Eingeführt 2005. Lenkwaffen mit neuer Elektronik (u. a. das Multichip Modul der ASRAAM). Kann mit GWS 25 mod 3 und GWS 26 Mod 1 eingesetzt werden.
- Sea Wolf SWMLU: Sea Wolf Mid-Life Upgrade, eingeführt 2008. Nachrüstprogramm mit modernisierter Elektronik und neuer Software sowie Sea Wolf Block 2-Lenkwaffe.
- GWS 26 Mod 2 Lightweight Sea Wolf: Vorgestellt 1986. Nachrüstprogramm für das Sea Cat-System. Mit kompaktem ST1802SW-Feuerleitradar und vierfach-Lenkwaffenwerfer. Entwicklung eingestellt.
- GWS 27 Sea Wolf: Fire-and-Forget-Version mit aktivem Radarsuchkopf und vergrößerter Reichweite. Entwicklung 1987 eingestellt.
- Landwolf: Prototyp einer fahrzeuggebundenen Ausführung, im Jahr 1985 vorgestellt. Entwicklung eingestellt.

(Quelle:)

## Einsatz
Die Feuertaufe der Sea Wolf fand 1982 während des Falklandkrieges statt. Sea Wolf kam auf den beiden Fregatten Brilliant und Broadsword der Royal Navy zum Einsatz. Am 12. Mai 1982 griffen vier argentinische Douglas A-4 Skyhawk der V Brigada Aérea den Zerstörer Glasgow und die Fregatte Brilliant an. Die Flugzeuge flogen mit großer Geschwindigkeit in Wellenhöhe auf den Verband zu. Zwei Flugzeuge wurden mit Sea Wolf-Lenkwaffen der HMS Brilliant abgeschossen. Eine dritte A-4 Skyhawk stürzte ab, als diese eine weitere Sea Wolf auszumanövrieren suchte. Während des Konfliktes wurden insgesamt acht Sea Wolf-Lenkwaffen abgefeuert und dem Waffensystem wurden zwei bestätigte sowie vier wahrscheinliche Abschüsse zugeschrieben.
Während des Konfliktes zeigten sich aber auch Mängel an der Sea Wolf. So waren die Lenkwaffenwerfer mechanisch nicht sehr zuverlässig und schwere See ließ immer wieder die Zielverfolgung ab- und unterbrechen. Ebenso entstanden beim kombinierten Einsatz zwischen Sea Dart und Sea Wolf Interferenzen, welche die Leistung der Feuerleitradars stark einschränkten. So kam es am 25. Mai 1982 zu einem Ausfall der Sea Dart, bei dem durch einen Bombenangriff der Zerstörer Coventry versenkt wurde.

## Status

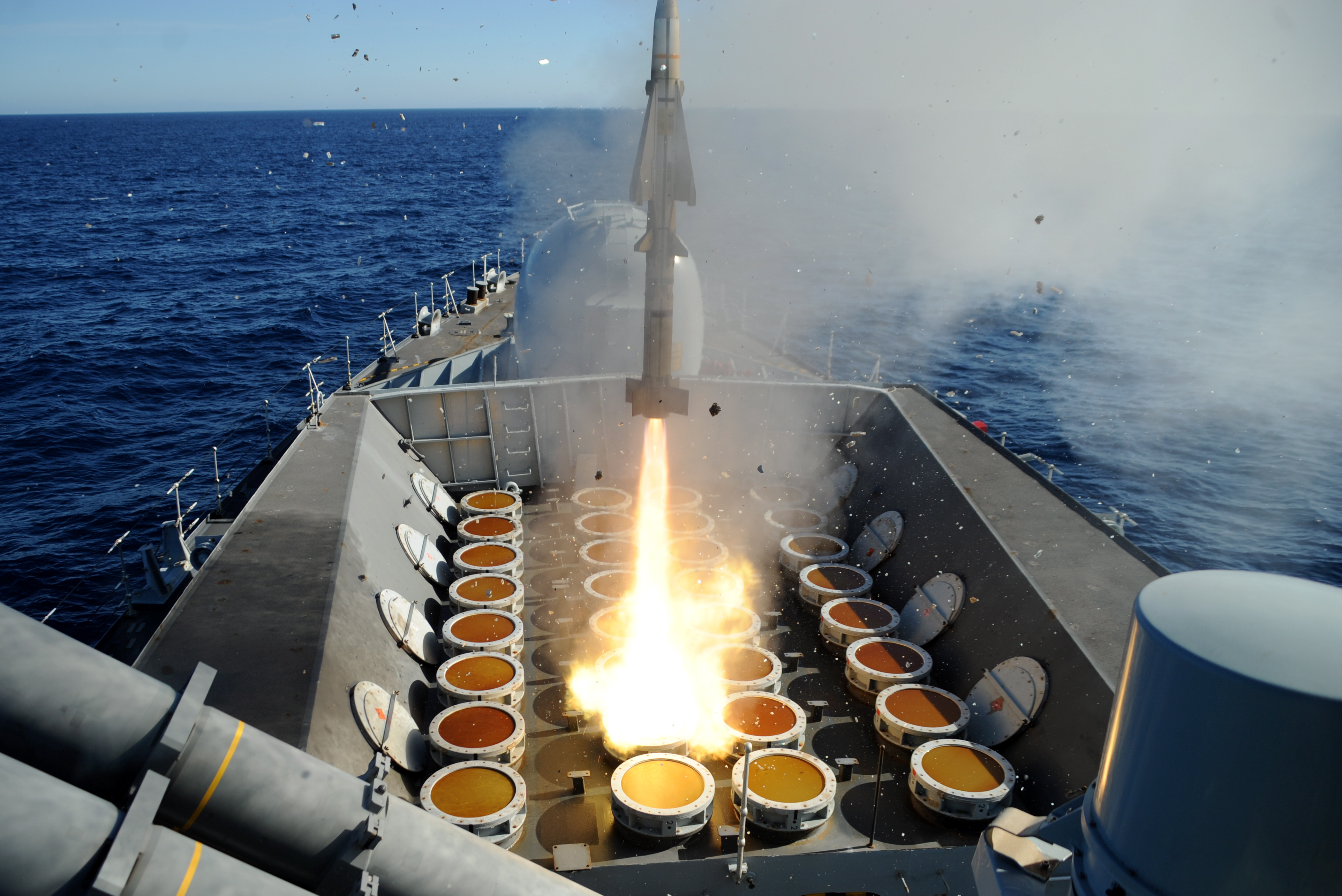
VL Sea Wolf

Bis Ende 2010 wurden 2.543 Sea Wolf sowie 437 VL Sea Wolf Lenkwaffen produziert. Voraussichtlich wird Sea Wolf bis 2025 im Einsatz bleiben. Das Nachfolgesystem CAMM (Common Anti-Air Modular Missile) wird ab 2018 bis 2020 bei der Royal Navy eingeführt. Sea Wolf wurde auf den folgenden Schiffsklassen der Royal Navy installiert:
- Leander-Klasse (Batch 3A): Mit einem Typ 910 Radar, einem Sechsfach-Werfer und total 24 Lenkwaffen.
- Broadsword-Klasse (Batch 1): Mit zwei Typ 910 Radars, zwei Sechsfach-Werfer und total 48 Lenkwaffen.
- Broadsword-Klasse (Batch 2): Mit zwei Typ 910 Radars, zwei Sechsfach-Werfer mit total 60 Lenkwaffen
- Broadsword-Klasse (Batch 3): Mit zwei Typ 911 Radars, zwei Sechsfach-Werfer mit total 60 Lenkwaffen
- Duke-Klasse: Mit zwei Typ 911 Radars und total 32 VLS-Zellen.

Im August 2022 wurde das Sea-Wolf-System auf der HMS Somerset (F82) von der Duke-Klasse (1987) ersetzt.

## Verbreitung
- Brasilien
- Brunei
- Chile
- Indonesien
- Malaysia
- Vereinigtes Königreich

(Quelle:)